# Claude de Bellièvre (archevêque)
Pour les articles homonymes, voir Claude de Bellièvre.
Pour les autres membres de la famille, voir Famille de Bellièvre.
Claude de Bellièvre était un homme d’Église français, archevêque de Lyon (mort en 1612).

## Biographie
Né en 1578, il était le deuxième fils de Pomponne de Bellièvre, chancelier de France, et frère de Albert de Bellièvre, archevêque de Lyon, et petit-fils de Claude, antiquaire à Lyon. Il obtint un doctorat en droit, et était un érudit versé dans la littérature hébraïque.
Il devint archevêque de Lyon par désistement, en 1604, de son frère Albert qui perdait peu à peu ses facultés mentales.
Il fut un bon gestionnaire de son diocèse, qu'il visita pour le connaître. Il procéda à des travaux au sein de la primatiale Saint-Jean. Il s'installa dans le palais épiscopal, qu'il réaménagea à grand frais. Il était un prélat aisé, disposant de plus de 30.000 livres de revenus par an. Il vécut en ermite au sein de son palais, montrant une profonde piété.
Il présida en 1606 l'assemblée du clergé malgré l'opposition assez vive de la part des autres évêques plus anciens que lui et admit dans son diocèse les pères du tiers ordre de Saint-François, plus connus sous le nom de Tiercelins ou de Picpus[réf. nécessaire].